# Xã Perry, Quận Tuscarawas, Ohio
Xã Perry (tiếng Anh: Perry Township) là một xã thuộc quận Tuscarawas, tiểu bang Ohio, Hoa Kỳ. Năm 2010, dân số của xã này là 440 người.